# Библиография переводов сочинений Кэндзабуро Оэ на русский язык
Библиография переводов сочинений Кэндзабуро Оэ на русский язык.
| Дата | Библиографическая информация |
| ---- | --- |
| 1965 | Абэ Кобо, Оэ Кэндзабуро. Об искусстве рассказа // Иностранная литература. — М., 1965. — № 8. |
| 1968 | Оэ К. Чудна?я работа. Пер. с яп. А. Бабинцева // № 36. Новеллы японских писателей. — М.: Главная редакция восточной литературы издательства «Наука», 1968. — С. 56-66. |
| 1972 | Оэ К.. Футбол 1860 года: Пер. с яп. В. С. Гривнина // Иностранная литература. — М., 1972. — № 1-2. |
| 1972 | Оэ К. Лесной отшельник ядерного века. Пер. с яп. З. Рахима // Японская новелла 1960-1970. — М.: Прогресс, 1972. — С. 278-307. |
| 1973 | Оэ К. Люди-бараны. Пер. с яп. Г. Иммерман // Красная лягушка. Новеллы японских писателей. — М.: Главная редакция восточной литературы издательства «Наука», 1973. — С. 102-117. |
| 1973 | Оэ К. Хиросимские записки. Пер. с яп. Е. Н. Рединой // Писатель и современность. Художественная публицистика и документальная проза писателей Африки, Азии и Латинской Америки. — М.: Прогресс, 1973. — С. 151-181. |
| 1973 | Оэ К. Опоздавшая молодёжь: Роман. Пер. с яп. В. С. Гривнина. Вступит. ст. В. Маевского. — М.: Прогресс, 1973. — С. 341. |
| 1978 | Оэ К.. Объяли меня воды до души моей: Пер. с яп. В. С. Гривнина // Иностранная литература. — М., 1978. — № 3-4. |
| 1978 | Оэ К. Объяли меня воды до души моей. Роман и рассказы. Пер. с яп. З. Рахима, В. С. Гривнина, В. Смирнова. Предисл. Т. Григорьевой. — М.: Прогресс, 1978. — С. 416. Рассказы: «Содержание скотины», «Лесной отшельник ядерного века», «Неделя почитания старости». |
| 1980 | Оэ К. Содержание скотины. Пер. с яп. В. Смирнова // Современная японская новелла 1945-1978. — М.: Художественная литература, 1980. — С. 285-325. |
| 1981 | Оэ К.. Записки пинчраннера: Пер. с яп. В. С. Гривнина // Иностранная литература. — М., 1981. — № 11-12. |
| 1983 | Оэ К. Записки пинчраннера: Роман. Пер. с яп. и предисл. В. С. Гривнина. — М.: Радуга, 1983. |
| 1983 | Оэ К. Футбол 1860 года. Роман и рассказы. Пер. с яп. и вступит. ст. В. С. Гривнина. — М.: Главная редакция восточной литературы издательства «Наука», 1983. — С. 432. Рассказы: «Неожиданная немота», «Перевозка», «Тёмная река, тяжёлые вёсла», «Лаборатория отступившей молодёжи», «Собачий мир», «Небесное привидение Агу», «Дух-хранитель атомного века». |
| 1985 | Оэ К. Опоздавшая молодёжь: Роман. Пер. с яп. А. Брегадзе. — Тбилиси: Ганатлеба, 1985. — С. 381. |
| 1986 | Оэ К. Опоздавшая молодёжь: Роман. Пер. с яп. А. Брегашвили. — 2-е. — Тбилиси: Ганатлеба, 1986. — С. 380. |
| 1987 | Оэ К. Игры современников: Роман. Пер. с яп. и предисл. В. С. Гривнина. — М.: Радуга, 1987. — С. 400. |
| 1987 | Оэ К. Обращаюсь к современникам: Худож. публицистика: Пер. с яп. / Сост. и коммент. В. С. Гривнина. Предисловие А. И. Сенаторова. — М.: Прогресс, 1987. — С. 288. Содержит: «Облик послевоенного поколения» (1957, пер. с яп. Г. Б. Дуткиной), «Десятилетие независимости в миниатюре» (1962, пер. с яп. Е. Н. Рединой), «Военный порт Йокосука сегодня» (1962, пер. с яп. Е. Н. Рединой), «Послевоенное поколение и конституция» (1964, пер. с яп. Г. Б. Дуткиной), «Хиросимские записки» (1965, пер. с яп. Е. Н. Рединой), «Моё личное отношение к конституции (лекция)» (1965, пер. с яп. А. Г. Фесюна), «О праве разлюбить Японию» (1965, пер. с яп. Е. Н. Рединой), «Послевоенное поколение Окинавы» (1965, пер. с яп. Е. Н. Рединой), «Диалог с итако» (1965, пер. с яп. Б. В. Раскина), «О чём мы должны помнить?» (1965, пер. с яп. Е. Н. Рединой), «Земля была голубая» (1965, пер. с яп. Б. В. Раскина), «Репортаж — путь к совершенствованию писательского мастерства» (1965, пер. с яп. Б. В. Раскина), «Японцы и Окинава» (1967, пер. с яп. Е. Н. Рединой), «Эразм ядерного века» (1968 пер. с яп. Е. Н. Рединой), «Семидесятые годы: время, когда вымирают киты» (1970, пер. с яп. А. Г. Фесюна), «Понуро оглядываясь на послевоенное двадцатипятилетие» (1970, пер. с яп. А. Г. Фесюна), «Молодёжь и модель мира» (1979, пер. с яп. В. В. Скальника), «Опыт концепции современности» (1980, пер. с яп. В. В. Скальника), «Письмо пожилого Робинзона» (1979, пер. с яп. В. В. Скальника), «Японцы атомного века и идентификация» (1981, пер. с яп. В. С. Гривнина), «Орёл на краю вселенной» (1981 пер. с яп. Б. В. Раскина). |
| 1990 | Оэ К. Опоздавшая молодёжь. Футбол 1860 года. Романы. Пер. с яп. В. С. Гривнина. — М.: Правда, 1990. — С. 624. |
| 1995 | Оэ К.. Многосмысленностью Японии рождённый. Нобелевская лекция: Пер. с англ. Н. Старосельской, вст. ст. Т. Григорьевой // Иностранная литература. — М., 1995. — № 5. — С. 176-183. |
| 1997 | Гюнтер Грасс — Кэндзабуро Оэ. Вчера, полвека тому назад (переписка): Пер. с нем. и вст. А. Егоршева // Иностранная литература. — М., 1997. — № 2. — С. 224-240. |
| 1999 | Оэ К. Игры современников: Роман / Пер. с яп. В. С. Гривнина. — СПб.: Амфора, 1999. — С. 461. |
| 1999 | Оэ К. Объяли меня воды до души моей: Роман / Пер. с яп. В. С. Гривнина. — СПб.: Амфора, 1999. — С. 448. |
| 1999 | Оэ К. Избранные произведения. Послесл. Т. Григорьевой. — М.: Панорама, 1999. — С. 400. Содержание: роман «Объяли меня воды до души моей»; рассказы «Неожиданная немота», «Тёмная река, тяжёлые вёсла», «Неделя почитания старости» (пер. с яп. В. С. Гривнина); Нобелевская лекция «Многосмысленностью Японии рождённый» (1994, пер. с англ. Н. Старосельской). |
| 2000 | Оэ К. Записки пинчраннера: Роман / Пер. с яп. В. С. Гривнина. — СПб.: Амфора, 2000. — С. 331. |
| 2004 | Оэ К. Футбол 1860 года: Роман. Пер. с яп. В. С. Гривнина. — М.: Азбука-классика, 2004. — С. 352. |
| 2005 | Оэ К.. Камнем, камнем сквозь пустоту… (отрывок из романа «Проснись, новый человек!»): Пер. с яп. и вст. О. Исаевой // Иностранная литература. — М., 2005. — № 10. — С. 30-38. |
| 2006 | Оэ К. Подкидыши на этой планете (Abandoned Children of This Planet). Пер. с англ. А. Блейза // Совсем другие истории (сост. Надин Гордимер).. — М.: Открытый мир, 2006. — С. 372-384. Перевод второй части романа «Тихая жизнь» (оригинальное название: яп. 静かな生活). Перевод осуществлён по изданию: Oe Kenzaburo. A Quite Life. Translated by Kunioki Yanagishita and William Wetherall New York: Grove Press, 1996. 240 pages |
| 2010 | Оэ К. Эхо небес (оригинальное название: яп. 人生の親戚): Пер. с англ. пер. романа В. Кобец. — Амфора. — М., 2010. |